# Harhorin járás
Harhorin járás (mongol nyelven: Хархорин сум) Mongólia Dél-Hangáj tartományának egyik járása. Területe 2400 km². Népessége kb. 14 500 fő.
Székhelye Harhorin (Хархорин), a Mongóliába irányuló idegenforgalom egyik központja. Közelében találhatók a Mongol Birodalom egykori fővárosa, Karakorum romjai. A város környezetének másik nevezetessége az Erden-Dzú kolostor.